# Collaborative real-time editor
コラボレーティブ リアルタイムエディター（英：Collaborative real-time editor）は、同じデジタルドキュメント（コンピューター上ファイル、またはクラウドに保存されたデータ）（オンライン上の、表計算・文書編集・データベース・プレゼンテーションなどのファイル）を、複数のユーザーが同時にリアルタイムで共同編集・同時編集またはライブ編集を行う、コラボレーティブソフトウェアまたはウェブアプリケーションの一種で、様々なコンピューターやモバイルデバイスで、編集内容が自動的かつほぼ瞬時に統合（マージ）される。
コラボレーティブ・リアルタイム・エディターは、すべてのオンライン・ユーザーが自分のデバイスでドキュメントを編集する際に、自動的に、定期的に、多くの場合ほぼ瞬時に編集内容を同期する。これは、編集の競合を回避または最小限に抑えるように設計されている。
一方、非同期共同編集（つまり、非リアルタイム、遅延またはオフライン) では、各ユーザーは通常、手動で送信 (発行、プッシュまたはコミット)、アップデート（更新、プル、ダウンロードまたは同期）（もし編集の競合が発生した場合）で、彼らの編集を統合（マージ）する必要がある。非同期共同編集の遅延の性質により、複数のユーザーが同じ行、単語、要素、データ、データベースの行、またはデータベースのフィールドを編集することになり、編集の競合が発生して手動での統合（マージ）または上書きが必要になり、ユーザーは残す編集を選択する必要がある。また、システムや設定によっては、警告の有無にかかわらず、自分の編集または他の人の編集を自動的に上書きしてしまう。